# پل وایلد (اخترشناس)
پل وایلد (انگلیسی: Paul Wild; ۵ اکتبر ۱۹۲۵ – ۲ ژوئیهٔ ۲۰۱۴) (آلمانی: [ˈvɪlt] اخترشناس اهل سوئیس و مدیر مؤسسه نجوم دانشگاه برن بود که در زمان دنباله‌دارها، سیارک‌ها و ابرنواخترهای فراوانی را کشف کرد.

## زندگی‌نامه
وایلد در ۵ اکتبر ۱۹۲۵ در روستای ودنسویل در نزدیکی زوریخ، سوئیس به دنیا آمد. از سال ۱۹۴۴ تا ۱۹۵۰، او ریاضیات و فیزیک را در مؤسسه فناوری فدرال زوریخ (ETH) آموخت. پس از آن، او در مؤسسه فناوری کالیفرنیا به کار پرداخت؛ جایی که او در مورد کهکشان‌ها و ابرنواخترها تحت رهبری هموطنش فریتس تسوئیکی از سال ۱۹۵۱ تا ۱۹۵۵ تحقیق کرد.
در رصدخانه زیمروالد، نزدیک برن، وایلد نخستین کشف دنباله‌دار خود را C/1957 U1 (1957 IX) در ۲ اکتبر ۱۹۵۷ انجام داد. این دنباله‌دار سهموی بعدها برگرفته از نام این دو «لاتیشف-وایلد-برنهام» نام گرفت.